# Sergej Baranov
Sergej Andreevič Baranov (in russo Сергей Андреевич Баранов?; Gorlovka, 10 agosto 1981) è un pallavolista russo.
Gioca nel ruolo di schiacciatore e opposto nel Kladno.

## Carriera
Sergej Baranov inizia a giocare a pallavolo all'età di 17 anni nella squadra dell'Istituto Pedagogico di Černihiv; durante i campionati giovanili disputati a Charkiv viene notato dagli scout del Volejbol'nyj klub Belogor'e, che lo tessera a partire dalla stagione 2000-01. Nei nove anni trascorsi nel club di Belgorod ottiene per tre volte il titolo di campione di Russia e vince due coppe nazionali, mentre in ambito europeo conquista per due volte la Champions League, oltre a una Coppa CEV; dal 2006-07 diventa capitano della squadra. Nel periodo che va dal 2003 al 2006 riceve diverse convocazioni dalla nazionale della Russia, partecipando a diverse competizioni internazionali: vince la medaglia di bronzo ai Giochi Olimpici di Atene 2004, un bronzo e un argento nei campionati europei del 2003 e del 2005, oltre al terzo posto nella World League 2006; prende parte anche a due edizioni dell'European League, conquistando una medaglia d'oro e una d'argento.
Terminata l'esperienza con il Belogor'e si trasferisce al Lokomotiv Novosibirsk, dove gioca per due annate, intervallate da una parentesi al Kuzbass; nell'ottobre del 2012 annuncia il proprio ritiro dall'attività agonistica a causa di un infortunio, salvo poi ritornare brevemente in campo fra il 2013 e il 2014 con la maglia del Gazprom-Jugra.
Nell'ottobre 2014, dopo aver rescisso il contratto con il Gazprom-Jugra, si allena con la seconda squadra del Belogor'e, rientrando in campo con la prima squadra nei primi mesi della stagione 2015-16, ma facendo ben presto ritorno alla formazione B.
Nell'annata 2017-18 è al Dagestan, con cui disputa la Vysšaja Liga A, mentre in quella seguente torna nuovamente al Belogor'e, ma nel gennaio 2019 si trasferisce in Repubblica Ceca, dove disputa la seconda parte dell'Extraliga con la maglia del Kladno.

## Palmarès
- Campionato russo: 3

2002-03, 2003-04, 2004-05
- Coppa di Russia: 2

2003, 2005
- Champions League: 2

2002-2003, 2003-04
- Coppa CEV: 1

2008-09

### Nazionale (competizioni minori)
- European League 2004
- European League 2005

### Premi individuali
- 2004 - Champions League: Miglior attaccante